# Majdan Wrotkowski
Majdan Wrotkowski – dzielnica w południowym Lublinie, należąca administracyjnie do dzielnicy Zemborzyce (do 2006 roku w granicach Wrotkowa). Od 1959 roku w granicach Lublina.

## Położenie
Granicę od wschodu wyznacza Bystrzyca i ścieżka rowerowa wzdłuż niej, od północy tory kolejowe prowadzące do Stasina Polnego, od zachodu Stary Gaj wraz z przylegającą doń ulicą o tej samej nazwie, od południa ulice Żeglarska, potem Janowska, Lipska i Stary Gaj (tam graniczy z Zemborzycami Kościelnymi).
Główną drogą dzielnicy jest przebiegająca z północy na południe ulica Janowska, wzdłuż której biegnie linia kolejowa nr 68 Lublin-Przeworsk. Przy Janowskiej znajduje się niewiele zabudowań, a jedynie lokale usługowe, stacja benzynowa czy tor jazdy dla rowerów; domów jest więcej na ulicach biegnących w kierunku rzeki (Koło, Parczewska, Rąblowska). Na terenie Majdanu Wrotkowskiego domy są nieliczne, jednorodzinne, natomiast znajdują się tam aż 3 duże ogródki działkowe (pomiędzy ulicą Żeglarską, Janowską, Rąblowską i Bystrzycą; między Starym Gajem a rozwidleniem torów; między torami a ulicą Stary Gaj). Wśród ciekawych przyrodniczo obiektów są podmokłe łąki przy Bystrzycy oraz liczne skarpy w całej dzielnicy (m.in. przy ulicy Koło), a także specjalny tor z górkami do jazdy na rowerze przy ul. Janowskiej (obecnie nieczynny).

## Historia
Założony prawdopodobnie pod koniec XIX wieku na gruntach wsi Wrotków. 1867–70 w gminie Głusk, od 1870 w gminie Zemborzyce w powiecie lubelskim. W okresie międzywojennym miejscowość należała do woj. lubelskim. 1 września 1933 utworzono gromadę Majdan Wrotkowski w granicach gminy Zemborzyce.
Podczas II wojny światowej Majdan Wrotkowski włączono do Generalnego Gubernatorstwa (dystrykt lubelski), cały czas w gminie Zemborzyce. W 1943 roku liczba mieszkańców wynosiła 389. W czasie okupacji niemieckiej mieszkająca we wsi rodzina Pawelców udzieliła pomocy Żydom, Zelikowi Lederman i Abrahamowi Klajman. W 1991 roku Instytut Jad Waszem podjął decyzję o przyznaniu Marii i Wojciechowi Pawelcom oraz Annie Lewandowskiej z d. Pawelec tytułu Sprawiedliwych wśród Narodów Świata.
Po II wojnie światowej wojnie Majdan Wrotkowski należał do powiatu lubelskiego w woj. lubelskim jako jedna z 26 gromad gminy Zemborzyce.
W związku z reorganizacją administracji wiejskiej jesienią 1954, miejscowość weszła w skład nowo utworzonej gromady Rury Wizytkowskie.
1 stycznia 1959 gromadę Rury Wizytkowskie zniesiono, a jej obszar – w tym Majdan Wrotkowski – włączono do Lublina.